# Gustav Jenner

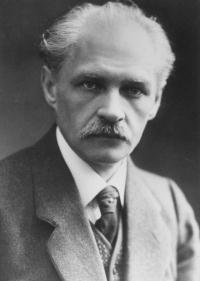
Gustav Jenner.

Gustav Jenner (Keitum, Sylt, 3 de diciembre de 1865 - Marburgo, 29 de agosto de 1920) fue un compositor y director de orquesta alemán.

## Biografía
Estudió en Kiel y Viena, donde fue discípulo de Johannes Brahms, siendo nombrado más tarde director de música de la Universidad de Marburgo. En esta ciudad también fue director de las sociedades de conciertos y de oratorios.
Sus obras, aunque escasas, son de gran valor. Cabe citar entre las principales, sus colecciones de lieder, de fresca inspiración y sabor altamente popular. También es autor de 12 coros para tres voces de mujer y otras composiciones vocales e instrumentales, así como la obra titulada Johannes Brahms als Mensch. Lehrer und Kunstler (Marburgo, 1905).